# Серхіо Гойкочеа
Серхіо Гойкочеа (ісп. Sergio Goycochea, нар. 17 жовтня 1963) — колишній аргентинський футболіст, що грав на позиції воротаря. Футболіст року в Аргентині (1990).
У складі збірної Аргентини учасник двох чемпіонатів світу, дворазовий володар Кубка Америки та володар Кубка Конфедерацій. Відомий тим, що вміло відбивав пенальті. Двічі вигравав Кубок Америки. Двічі визнавався другим воротарем світу, за версією IFFHS. Найбільших успіхів домігся в клубі «Рівер Плейт», у складі якого став триразовим чемпіоном Аргентини, а також володарем Кубка Лібертадорес, Міжамериканського та Міжконтинентального кубка. Також виступав за клуби Аргентини, Парагваю, Франції та Колумбії. 1993 року був визнаний найкращим гравцем Кубка Америки.

## Клубна кар'єра
У дорослому футболі дебютував 1979 року виступами за команду клубу «Дефенсорес Унідос», в якій провів чотири сезони.
Своєю грою за цю команду привернув увагу представників тренерського штабу клубу «Рівер Плейт», до складу якого приєднався 1982 року. Відіграв за команду з Буенос-Айреса наступні шість сезонів своєї ігрової кар'єри, вигравши чемпіонат Аргентини, Міжамериканський кубок, Міжконтинентальний кубок та Кубок Лібертадорес.
1988 року Гойкочеа перейшов в клуб «Мільйонаріос», де провів два сезони, вигравши 1988 року з командою чемпіонат Колумбії.
Влітку 1990 року Гойкочеа повернувся на батьківщину, де провів сезон в «Расінгу», після чого грав за французький «Брест 29».
1992 року став гравцем парагвайського клубу «Серро Портеньйо», з якого наступного сезону перейшов у «Олімпію» (Асунсьйон). При цьому з кожним клубом Серхіо виграв чемпіонат Парагваю. Після цього Гойкочеа повернувся в «Рівер Плейт», де втретє в своїй кар'єрі став чемпіоном Аргентини.
З 1994 по 1997 рік грав у складі клубів «Депортіво Мандію», «Інтернасьйонал» та «Велес Сарсфілд», проте надовго ніде не затримався.
Завершив професійну ігрову кар'єру у клубі «Ньюеллс Олд Бойз», за команду якого виступав протягом 1997–1998 років.

## Виступи за збірну
1988 року дебютував в офіційних матчах у складі національної збірної Аргентини.
У складі збірної був учасником розіграшу Кубка Америки 1987 року в Аргентині, де був дублером Луїса Ісласа і зайняв з командою четверте місце.
1990 року Гойкочеа поїхав на свій перший чемпіонат світу, який проходив в Італії. Серхіо був лише третім воротарем збірної після Ісласа та Нері Пумпідо. Проте, будучи розсердженим тим фактом, що є лише дублером Пумпідо, Іслас залишив розташування збірної якраз перед «мундіалем». За збігом обставин, Пумпідо травмувався вже у другому матчі того чемпіонату і, таким чином, третій воротар Серхіо Гойкочеа став основним. В підсумку, Гойкочеа був визнаний найкращим воротарем турніру. Серхіо зміг допомогти своїй команді вийти у фінал, двічі перемігши в серії пенальті, спочатку Югославію, а потім і господарів турніру — Італію. У грі з італійцями Гойкочеа відбив два післяматчевих одинадцятиметрових від Альдо Серени та Роберто Донадоні.
Наступного року, після того як Пумпідо завершив кар'єру у збірній, Гойкочеа був основним воротарем розіграшу Кубка Америки 1991 року у Чилі, здобувши того року титул континентального чемпіона. Це дозволило збірній кваліфікуватись на Кубок короля Фахда 1992 року у Саудівській Аравії, де також Гойкочеа, будучи основним голкіпером, допоміг команді здобути перемогу на турнірі, 
1993 року був основним воротарем розіграшу Кубка Америки в Еквадорі, на якому допоміг команді захистити титул континентального чемпіона. Того ж року виграв з командою Кубок Артеміо Франкі, вигравши в серії пенальті збірну Данії.
Останнім великим турніром для Серхіо став чемпіонат світу 1994 року у США. Проте на цьому турнірі основним був Луїс Іслас, який і відстояв в усіх чотирьох матчах, а аргентинці вилетіли в 1/8 фіналу.
Протягом кар'єри у національній команді, яка тривала 7 років, Гойкочеа провів у формі головної команди країни 44 матчі, пропустивши 39 голів.

## Титули і досягнення
| - Чемпіон Аргентини (3): «Рівер Плейт»: 1985-86, Апертура 1993, Апертура 1994 - Володар Кубка Лібертадорес (1): «Рівер Плейт»: 1986 - Володар Міжконтинентального кубка (1): «Рівер Плейт»: 1986 - Володар Міжамериканського кубка (1): «Рівер Плейт»: 1987 - Чемпіон Колумбії (1): «Мільйонаріос»: 1988 - Чемпіон Парагваю (2): «Серро Портеньйо»: 1992 «Олімпія» (Асунсьйон): 1993 | - Віце-чемпіон світу (1): Аргентина: 1990 - Володар Кубка Америки (2): Аргентина: 1991, 1993 - Володар Кубка короля Фахда (1): Аргентина: 1992 - Володар Кубка Артеміо Франкі (1): Аргентина: 1993 - Володар «Золотих рукавичок» чемпіонату світу: 1990 - У символічній збірній чемпіонату світу: 1990 - Футболіст року в Аргентині: 1990 - Найкращий футболіст Кубка Америки: 1993 |